# Spider-Man (1967.)
Spider-Man je prva animirana serija, bazirana na strip superjunaku Spider-Manu, kojega je stvorio pisac Stan Lee, a dizajnirao crtač Steve Ditko. Serija je producirana u Kanadi i Sjedinjenim Američkim Državama. Prve dvije sezone emitirane su na ABC-u. Grantray-Lawrence Animation producirao je prvu sezonu, dok je ostale dvije sezone producirao Krantz Films u New York Cityju. Petera Parkera, tj. Spider-Mana utjelovio je Paul Soles. Serija je prvi put emitirana 9. rujna 1967., do 14. lipnja 1970. godine.

## Radnja
Serija se vrti oko tinejdžera Petera Parkera, srednjoškolca, koji nakon što ga ugrize radioaktivni pauk, dobiva nadljudske moći, tj. moći pauka. Parker odluči postati maskirani borac protiv zločina - Spider-Man, ali se također mora rješavati osobne probleme u obitelji, školi i poslu. Kao Spider-Man, Parker riskira život boreći se protiv Doktora Octopusa, Mysterija i Zelenog Goblina. Peter je također honorarni fotograf za "Daily Bugle", ali urednik J. Jonah Jameson smatra Spider-Mana kriminalcem te ga često sramoti na naslovnicama.
Prva sezona uglavnom rješava probleme Peterova posla kod "Daily Bugle". Fokusira se na Peterov odnos s Jamesonom, ljubavnu vezu s recepcionarkom Betty Brant. Peterov život, osim na poslu u kod kuće, nije previše prikazan tijekom prve sezone. Iako nikad nije viđen na sveučilištu, katkad posjećuje profesore. Peterov vanjski izgled dizajnirao je Steve Ditko na savjete Johna Romita, Sr.
Priče iz sezone jedan, uglavnom su sadržavale sve zločince iz stripa.

## Uloge

### Glavni likovi (spomenuti na špici)
- Paul Soles – Spider-Man/Peter Parker, Fantastični Fakir, Ox, Vulture
- Bernard Cowan – Narator, Dr. Magneto, Desperado, Doktor Von Schlick
- Paul Kligman – J. Jonah Jameson, Hippie Pjesnik, Lee Patterson (The Spider and the Fly), Violinist, Jake
- Peg Dixon – Betty Brant, Martha Connors, Adelaide, May Parker, Marie, Miss Trubble, Diana, Gđa. Van Meer, Emily Thorndike, Countess Belinski, Mary Jane Watson, Polly, Susan Shaw

### Ostali likovi (nespomenuti na špici)
- Vern Chapman – Doktor Octopus (The Power of Dr. Octopus)
- Gillie Fenwick – Dr. Smarter, Gušter, Dr. Curtis Conners, Vulture (The Sky is Falling), Zavjernik, Mađioničar Blackwell (Magic Malice), Pardo
- Billie Mae Richards - Billy Conners, Paper Boy
- Tom Harvey – Elektro, Direktor, Dr. Stillwell, Pješčani, Doktor Octopus (The Terrible Triumph of Dr. Octopus), Majstor Tehnike, Mugs Riley, Master Vine, Clive, Baron Von Rantenraven, Dr. Atlantian, Specijalist,
- Chris Wiggins - Mysterio, R. Lee Clivendon, Mađioničar Blackwell (Farewell Performance), Boomer, Infinata
- Henry Ramer – Henry Smythe, Mistični Grandini, Doktor Noah Boddy, Mr. Flintridge, Lee Patterson (Trick or Treachery)
- Carl Banas - Scorpion, Charles Cameo (Double Identity)
- Len Carlson – Zeleni Goblin, Parafino, Stan Patterson (Trick or Treachery), Bolton, Jan Caldwell, Captain Ned Stacy, Vegio
- Ed McNamara – Rino, Crnobradi, Vulkan
- Max Ferguson – Fantom,
- Claude Ray - Charles Cameo (The Sinister Prime Minister)
- Jack Mather - Jesse James
- Frank Perry - Kapetan, James Boothe
- Alfie Scopp - Stan Patterson (The Spider and the Fly), Jewelry Store Clerk
- J. Frank Willis - Cyrus Flintridge III